# Faramea yavitensis
Faramea yavitensis är en måreväxtart som beskrevs av Julian Alfred Steyermark. Faramea yavitensis ingår i släktet Faramea och familjen måreväxter. Inga underarter finns listade i Catalogue of Life.